# Chuck Taylor (sælger)
Charles Hollis "Chuck" Taylor  (24. juni 1901 – 23. juni 1969), var en kendt amerikansk basketball-spiller og sælger for firmaet Converse. 
Taylor er bedst kendt for hans medvirken til at skabe "Converse All-Star" som er den bedst sælgende basketballsko i historien. I 2006 udgav Indiana University Press en biografi om Taylor.
Skoene blev første gang sendt på markedet i 1917 som "All Star", men denne model fik en designforbedring af ham og i 1920 blev han produktets talsmand. Derved fik skoene navnet "All Stars". Efterfølgende kalder mange skoene for "Chuck Taylor".

## Eksterne kilder og henvisninger
- Om Chuck Taylor Arkiveret 20. marts 2012 hos  Wayback Machine